# Иж-21261
Иж-21261 «Фабула» — российский автомобиль малого класса с кузовом типа универсал на базе Иж-2126, выпускавшийся «ИжАвто» до 2005 года.

## История
За основу модели был взят концепт Москвич-2141 с кузовом универсал, изготовленный в Югославии в 1989 или в 1990 году. Первый известный экземпляр был замечен в начале 1992 года в Ижевске, также есть данные о прототипах, построенных в 1995 году.
В 2003 году Иж-21261 получил имя «Фабула» и дебютировал на Московском автосалоне. Там же была продемонстрирована и его полноприводная версия. Серийно автомобиль выпускался с 2004 по 2005 год и позиционировался как неприхотливый и вместительный универсал для поездок на дачу и путешествий.
Распределение выпущенных автомобилей по модельному году:
| Год  | Кузов      | Всего |
| ---- | ---------- | ----- |
| ?    | 1—2        | 2     |
| 2002 | 3—13       | 11    |
| 2003 | 14—61      | 48    |
| 2004 | 62—8420    | 8359  |
| 2005 | 8421—12997 | 4577  |

## Модификации
- Иж-21261-020 — с двигателем УЗАМ-3317 1,7 л.
- Иж-21261-030 — с двигателем ВАЗ-2106 1,6 л (большинство экземпляров).
- Иж-21261-060 — полноприводная версия с агрегатами от Нивы и двигателем ВАЗ-21213 1,7 л.
- Иж-21261-070 — то же с двигателем УЗАМ-3320 2,0 л.

## Фотографии

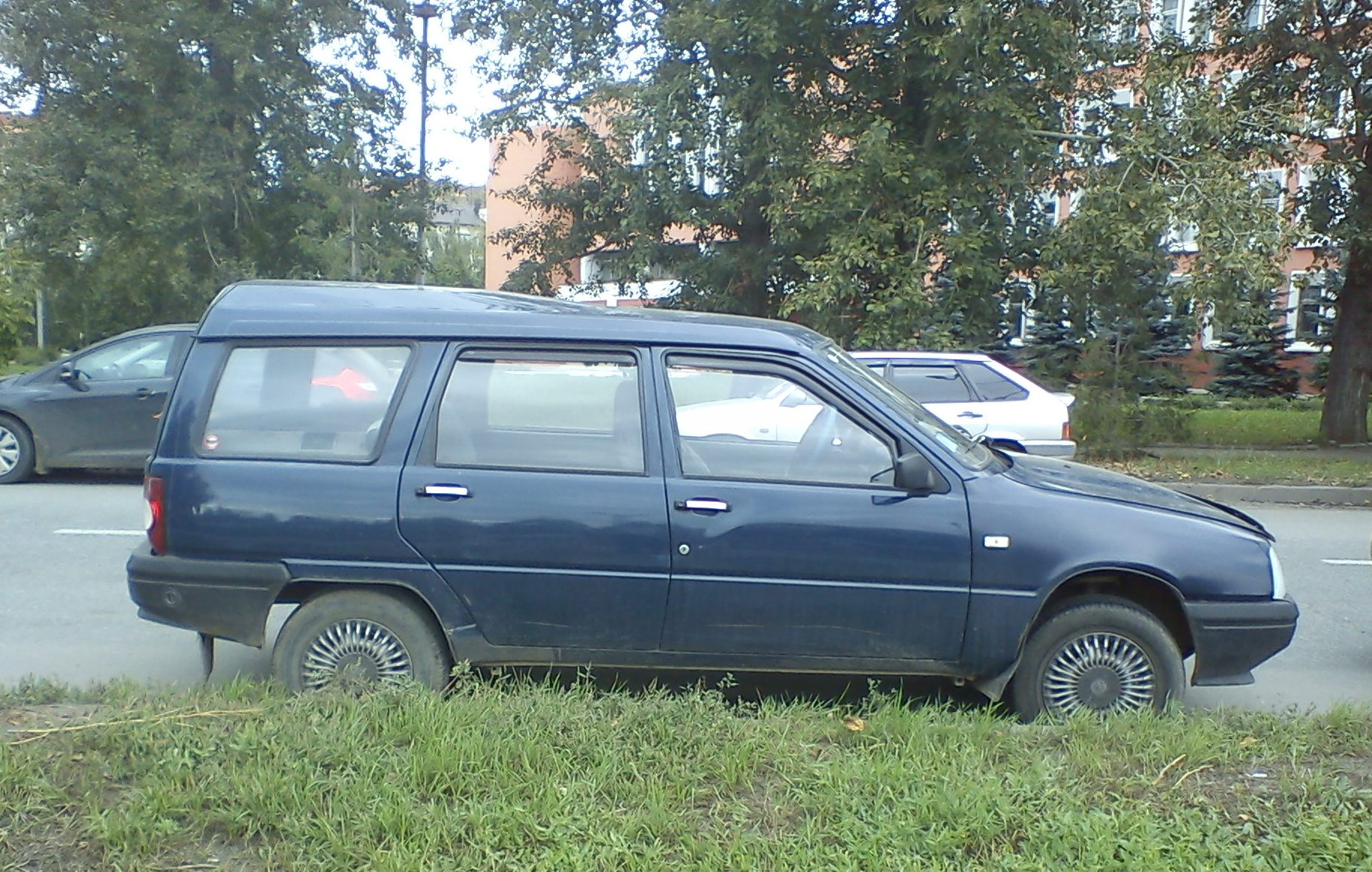
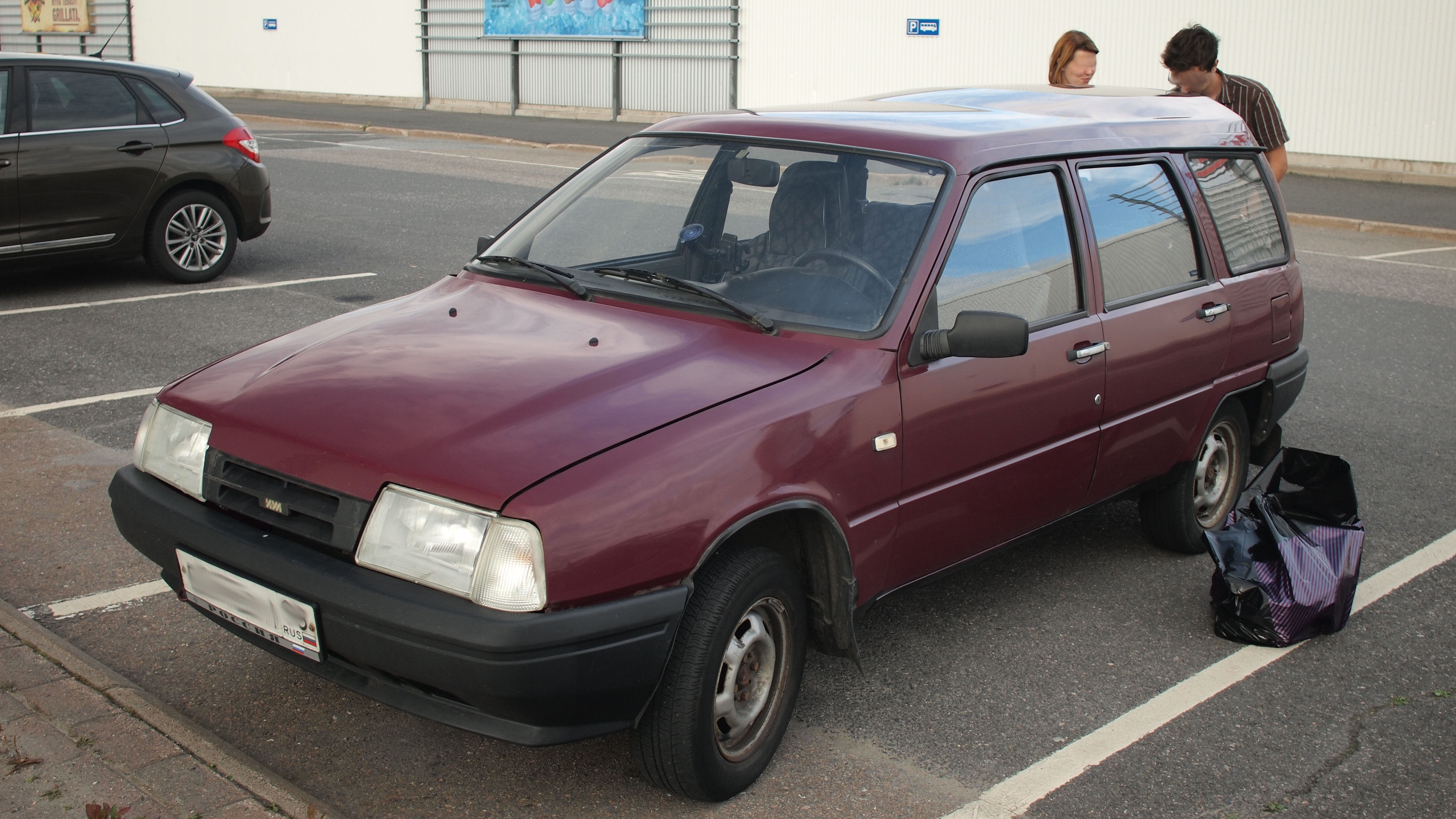